# Lil Eazy-E

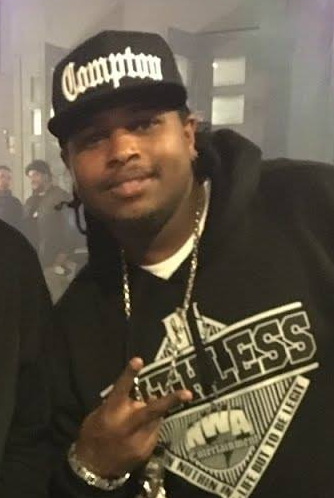
Lil Eazy-E

Eric Wright Jr (Compton, 23 april 1984), beter bekend onder zijn artiestennaam Lil Eazy-E, is een Amerikaanse rapper en de oudste zoon van Eazy-E. 

## Biografie
Wright Jr. is geboren en getogen in Compton (Californië) en hij woonde in hetzelfde huis waar zijn vader opgroeide. Hij was 10 jaar oud toen zijn vader stierf. Lil Eazy-E verscheen voor het eerst op de hiphopscene met Daz Dillinger. Er werd verwacht dat Daz hem een contract zou aanbieden voor een onafhankelijke albumrelease, maar dit gebeurde niet. Dat leidde tot een vete tussen beide rappers. Lil Eazy-E verliet in 2006 Virgin Records voor een deal met Blackground en Universal Motown Records Group. Hij maakte het platenlabel Kings of L.A. Entertainment en bracht de mixtape Compton For Life uit. Hij concerteerde duetten met rappers als Timbaland en Bone Thugs-n-Harmony. Zijn album The Prince of Compton werd eind 2009 uitgebracht.